# Percy Jackson
Percy Jackson este protagonistul cărții și filmului Percy Jackson and The Olimpians..